# Herrarnas lagtävling i värja vid olympiska sommarspelen 1984
Herrarnas lagtävling i värja i de olympiska fäktningstävlingarna 1984 i Los Angeles avgjordes den 10-11 augusti.

## Medaljörer
| Event      | Guld                                                                                  | Silver                                                                                     | Brons                                                                          |
| Värja, lag | Västtyskland Elmar Borrmann Volker Fischer Gerhard Heer Rafael Nickel Alexander Pusch | Frankrike Philippe Boisse Jean-Michel Henry Olivier Lenglet Philippe Riboud Michel Salesse | Italien Stefano Bellone Sandro Cuomo Cosimo Ferro Roberto Manzi Angelo Mazzoni |

## Laguppställningar
| Argentina - Csaba Gaspar - Sergio Luchetti - Marcelo Magnasco - Sergio Turiace Kanada - Jacques Cardyn - Jean-Marc Chouinard - Alain Côté - Michel Dessureault - Daniel Perreault Kina - Cui Yining - Pang Jin - Zhao Zhizhong - Zong Xiangqing Egypten - Ihab Aly - Ahmed Diab - Abdel Monem Salem - Khaled Soliman Frankrike - Philippe Boisse - Jean-Michel Henry - Olivier Lenglet - Philippe Riboud - Michel Salesse | Storbritannien - Ralph Johnson - John Llewellyn - Neal Mallett - Steven Paul - Jonathan Stanbury Hongkong - Denis Cunningham - Lai Yee Lap - Lam Tak Chuen - Liu Chi On Italien - Stefano Bellone - Sandro Cuomo - Cosimo Ferro - Roberto Manzi - Angelo Mazzoni Kuwait - Osama Al-Khurafi - Abdul Nasser Al-Sayegh - Ali Hasan - Kazem Hasan - Mohamed Al-Thuwani Norge - Paal Frisvold - Nils Koppang - John Hugo Pedersen - Ivar Schjøtt - Bård Vonen Saudiarabien - Mohamed Ahmed Abu Ali - Rashid Fahd Al-Rasheed - Jamil Mohamed Bubashit - Nassar Al-Dosari | Sydkorea - Kim Bong-Man - Kim Seong-Mun - Lee Il-Hui - Min Gyeong-Seung - Yun Nam-Jin Sverige - Jerri Bergström - Greger Forslöw - Kent Hjerpe - Jonas Rosén - Björne Väggö Schweiz - Olivier Carrard - Daniel Giger - Gabriel Nigon - Michel Poffet - François Suchanecki USA - Robert Marx - John Moreau - Peter Schifrin - Lee Shelley - Stephen Trevor Västtyskland - Elmar Borrmann - Volker Fischer - Gerhard Heer - Rafael Nickel - Alexander Pusch |